# Rekowski VI
Rekowski VI (Rekowski V b, Wrycz-Rekowski) – kaszubski herb szlachecki.

## Opis herbu
Herb znany był przynajmniej w dwóch wariantach. Opisy z wykorzystaniem zasad blazonowania, zaproponowanych przez Alfreda Znamierowskiego:
Rekowski VI (Rekowski V b, Wrycz-Rekowski): Tarcza dzielona na trzy w pas. W polu I, czerwonym, trzy lilie srebrne w skos, w słup i w skos lewy; w polu II, błękitnym, rak czerwony w prawo; w polu III, srebrnym, półksiężyc złoty w lewo, przed którym trzy takież gwiazdy (2 i 1). Klejnotu brak, nad tarczą sam hełm z koroną. Labry: prawdopodobnie z prawej czerwone, podbite srebrem, z lewej błękitne, podbite złotem.
Według Żernickiego i Ostrowskiego, lilie w polu I są tylko dwie (błędnie).
Rekowski VI a (Wrycz-Rekowski):  W polu I lilie są naturalne (bywają przedstawiane z łodygami i liśćmi), gwiazdy w polu III są dwie w słup i trzecia przed nimi. Herb ma klejnot: trzy pióra strusie, srebrne między czerwonymi. Labry czerwone, podbite srebrem.
Rekowski VI b (Wrycz-Rekowski): Barwy nieznane, sama tarcza z koroną. W polu górnym w miejsce lilii trzy gołębie lecące w pas. Księżyc w polu dolnym z twarzą, przed nim dwie gwiazdy w słup i jedna przed nimi.

## Najwcześniejsze wzmianki
Wariant VI wzmiankowany jest przez Cramera (Geschichte der Lande Lauenberg und Bütow), Rekowskiego-Wotocha (Versuch einer Geschlachte der aus Landen Bütow und Lauenberg in Pommern stammenden Adelsgeschlechter von Wotoch, von Styp, von Wrycz und von Gynz Rekowski) oraz Mülverstedta (Die Wappen der von Wantoch-, von Gynz-, von Styp-, und von Wrycz-Rekowski). Wariant ten, opisywany przez Pragerta jako prawidłowy, jest więc nieznany z herbarzy klasycznych. Żernicki (Der polnische Adel) oraz Ostrowski (Księga herbowa rodów polskich, pod nazwą Rekowski Vb), przekazali wizerunek z błędem. Wariant VIb, podawany przez Mülverstedta w uzupełnieniach do Nowy Siebmachera, jest prawdopodobnie zniekształconą wersją prawidłowego herbu.

## Rodzina Rekowskich
Rekowski to jedno z najbardziej znanych nazwisk kaszubskich. Pochodzi od wsi Rekowo. Wieś ta była od początku własnością odrębnych rodzin, które przyjmowały następnie wspólne nazwisko odmiejscowe. Wedle dokumentu z 1638, powołującego się na przywilej z 1528, w Rekowie siedziały rody: Wotoch, Stip, Dorzik, Mrozik oraz Fritz (Fritze, Friz). W XVIII-XIX wieku dzielili się na linie: Wantochów (Wotochów), Stypów, Wryczów (Wrycza) i Gynzów (Günz). Herb Rekowski VI to jeden z czterech herbów skojarzonych z linią Wryczów.

## Rodzina Wrycz-Rekowskich
Wryczowie z Rekowa występowali w dokumentach jako Fritz (Fritze, Friz). Spis panków z Rekowa z roku 1603 wymienia m.in. dwóch Baltazarów Frietze i Matza Frietze. Kolejne wzmianki pochodzą z lat 1606 (Fritze i Friege), 1607 (Balzer i Maze Frizen), 1621 (Matthias, Lucas, Jürgen den Fritschen), 1658 (Christffer, Peter, Paul Writzen), 1688 (Christoff, Jan, Marten i Thomas Wrycza). Wzmianka z 1688 zwraca uwagę kaszubskim zapisem nazwiska w niemieckim źródle. Nazwisko odmiejscowe Rekowski zaczęło się pojawiać w XVII wieku. Znany jest zapis z XVIII wieku, dotyczący Matthiasa Wrycza-Rekowskiego (zm. 1775). Inne wzmianki pochodzą z lat: 1746-63 (Matthias Wricza Rekowski), 1751 (Krzysztof, Michał, Piotr Wrycz Rekowski), 1756 (Michel von Wryca, wdowa von Wryca)-Rekowski, Peter von Wrycon-Rekowski), 1804 (pięciu von Wricz-Rekowskich). Z rodu tego pochodził ksiądz Józef Wrycza (1884-1961). Wryczowie oprócz działu w rodzinnej wsi posiadali też w różnych okresach działy we wioskach: Czarna Dąbrowa, Półczno, Borzyszkowy, Grabowo, Ostrówek. Współcześnie nazwisko Wrycza Rekowski, Wrycza-Rekowski nosi około jedenastu osób, Wricz Rekowski i Wricz-Rekowski − dziewięć osób, Writsch von Rekowski − dwie osoby, Writz-Rekowski − trzy osoby.

## Herbowni
Wrycza (Frietz, Fritschen, Fritzen, Frizen, Wricon, Wricz, Writzen, Wriza, Wryca, Wrycon, Wrycz, błędnie: Reetz, Rietze, Ritz, Ritzen, Rizen, Ruetzen, Rutz, Rützen, Rytzen) z przydomkiem Rekowski (Wrycz von Rekowski).
Pierwotny, prawdopodobny, herb rodziny Wrycza znajduje się w górnym polu herbu Rekowski VI. Rekowskim i Wryczom przypisywano też szereg innych herbów. Pełne listy odpowiednio w hasłach: Wrycza i Rekowski.